# آرامگاه شیخ اباصلت
مقبره شیخ اباصلت مربوط به دوره صفوی است و در قم، خیابان آذرمحله مسجدجامع، کوچه مسجدجامع واقع شده و این اثر در تاریخ ۱۹ اردیبهشت ۱۳۷۸ با شمارهٔ ثبت ۲۳۲۱ به‌عنوان یکی از آثار ملی ایران به ثبت رسیده است.